# Ressurreição (Piero della Francesca)
A Ressurreição é uma pintura do grande mestre renascentista italiano Piero della Francesca, terminado por volta de 1460. Está alojada no Museo Civico de Sansepolcro (Toscânia), cidade natal do artista. O tema da imagem faz alusão ao nome da cidade (que significa "Santo Sepulcro"), derivada da presença de duas relíquias do Santo Sepulcro, realizado por dois peregrinos no século IX. Cristo está também presente no brasão da cidade (link). 

## Descrição
Jesus está no centro da composição, retratado no momento de sua ressurreição, como sugerido pela posição do pé no parapeito. Sua figura, retratada com uma fixidez icónica e abstracta (e descrita por Aldous Huxley como "atlético"), paira sobre quatro soldados dormindo, o que representa a diferença entre o humano e o divino (ou a morte, derrotada pela luz de Cristo). A paisagem, imersa na luz do amanhecer, também tem um valor simbólico: o contraste entre as árvores florescendo na direita e os descalços na esquerda alude para a renovação dos homens através da luz da ressurreição. 
Segundo a tradição, o soldado dormindo na armadura esverdeada à direita de Cristo é um auto-retrato de Piero. O contacto entre a sua cabeça e a haste da bandeira Guelfo transportada por Cristo é suposto representar o contacto do artista com a divindade. Outra curiosidade é que aparentemente o soldado com o escudo não tem pernas.

## 2ª Guerra Mundial
Sansepolcro escapou ao fogo de artilharia durante a 2ª Guerra Mundial, porque Anthony Clarke, o capitão britânico encarregado da tarefa, havia lido o artigo já mencionado, de Aldous Huxley, que descreve a ressurreição como "a maior pintura do mundo". Capitão Clarke nunca tinha visto a pintura, mas no último momento (os bombardeamentos já tinha começado) lembrou-se onde tinha ouvido falar de Sansepolcro e ordenou aos seus homens para parar. Uma mensagem recebida mais tarde informou que os alemães já se tinham retirado da área - o bombardeamento não foi necessário. A cidade, juntamente com o seu famoso quadro, sobreviveu. Clarke foi saudado como um herói local e até hoje uma rua em Sansepolcro tem o seu nome.